# Alberto Galateo
Alberto Luis Galateo (Santa Fe, 22 maggio 1911 – 26 febbraio 1961) è stato un calciatore argentino, di ruolo attaccante.

## Caratteristiche tecniche
Giocava come interno destro.